# Alpaida angra
Alpaida angra är en spindelart som beskrevs av Levi 1988. Alpaida angra ingår i släktet Alpaida och familjen hjulspindlar. Inga underarter finns listade i Catalogue of Life.